# Guillaume Marie-Anne Brune
Guillaume Marie Anne Brune, Conte Brune (1763 - 1815) a fost un diplomat și general francez al perioadei revoluționare și napoleoniene căruia i s-a acordat demnitatea de Mareșal, în cadrul primei „promoții” de mareșali ai Imperiului. 
Prieten apropiat al lui Georges Danton, faptele sale de arme țin mai ales de războaiele revoluționare, ocazie cu care Brune a luptat sub comanda lui Bonaparte în Italia, devenind general de brigadă din august 1793 și general de divizie din noiembrie 1797. Comandă armatele din Elveția și din Italia. În 1799, armata franceză comandată de Brune a învins decisiv la Bergen (19 septembrie) o armată anglo-olandeză care încerca să ocupe Olanda. Îl înlocuiește pe André Masséna la comanda armatei din Italia, în 1800. Faptele sale de arme i-au adus bastonul de Mareșal încă din 1804. După ce a fost ambasador la Constantinopole, între 1802 și 1804, este general șef al armatei staționate la Boulogne, apoi guvernator al orașelor hanseatice, apoi comandantul Corpului de Observație al „Marii Armate”. Cu toate acestea, cariera sa militară aproape că ia sfârșit din 1807, când are loc un incident diplomatic. Ceea ce i s-a reproșat lui Brune cu această ocazie a fost folosirea într-un context oficial a sintagmei „armata franceză” în loc de „armata Maiestății Sale Imperiale”, cunoscute fiind simpatiile republicane ale Mareșalului. Dizgrația sa va continua până în 1814, când se raliază regimului regal, doar pentru a i se alătura lui Napoleon în timpul celor o sută de zile, primind comanda garnizoanei militare din Marsilia. Mareșalul Brune a fost asasinat la Avignon de reacțiunea regalistă cunoscută sub numele de "Teroarea Albă". Numele său este înscris pe Arcul de Triumf din Paris.